# Szamoty (powiat pruszkowski)
Szamoty – wieś sołecka w Polsce położona w województwie mazowieckim, w powiecie pruszkowskim, w gminie Nadarzyn.
W latach 1975–1998 miejscowość położona była w województwie warszawskim.